# Лінкольн (округ, Південна Дакота)
Шаблон:StateAbbr_ 43°17′ пн. ш. 96°43′ зх. д. / 43.28° пн. ш. 96.72° зх. д.
Округ  Лінкольн (англ. Lincoln County) — округ (графство) у штаті  Південна Дакота, США. Ідентифікатор округу 46083.

## Історія
Округ утворений 1862 року.

## Демографія
За даними перепису 2000 року загальне населення округу становило 24131 особи, зокрема міського населення було 9437, а сільського — 14694. Серед мешканців округу чоловіків було 12053, а жінок — 12078. В окрузі було 8782 домогосподарства, 6669 родин, які мешкали в 9131 будинку. Середній розмір родини становив 3,14.
Віковий розподіл населення поданий у таблиці:
| Стать    | До 15 років | 15-21 | 22-29 | 30-39 | 40-49 | 50-65 | 65-85 | Понад 85 |
| -------- | ----------- | ----- | ----- | ----- | ----- | ----- | ----- | -------- |
| Чоловіки | 3063        | 1179  | 1184  | 1982  | 1943  | 1628  | 956   | 118      |
| Жінки    | 2885        | 1036  | 1291  | 1990  | 1936  | 1498  | 1151  | 291      |

## Суміжні округи
- Міннігага — північ
- Лайон, Айова — північний схід
- Сіу, Айова — південний схід
- Юніон — південь
- Клей — південний захід
- Тернер — захід

## Виноски
1. ↑  US Decennial Census. US Census Bureau. Архів оригіналу за 19 липня 2018. Процитовано 28 березня 2015.
2. ↑  Historical Census Browser. University of Virginia Library. Архів оригіналу за 11 серпня 2012. Процитовано 28 березня 2015.
3. ↑  Forstall, Richard L., ред. (27 березня 1995). Population of Counties by Decennial Census: 1900 to 1990. US Census Bureau. Архів оригіналу за 28 грудня 2008. Процитовано 28 березня 2015.
4. ↑  Census 2000 PHC-T-4. Ranking Tables for Counties: 1990 and 2000 (PDF). US Census Bureau. 2 квітня 2001. Архів оригіналу (PDF) за 18 грудня 2014. Процитовано 28 березня 2015.
5. ↑  State & County QuickFacts. Бюро перепису населення США. Архів оригіналу за 7 червня 2011. Процитовано 25 листопада 2013.(англ.) Наведено за англійською вікіпедією.
6. ↑  American FactFinder. Бюро перепису населення США. Архів оригіналу за 26 лютого 2012. Процитовано 31 січня 2008.

| США | Це незавершена стаття з географії США. Ви можете допомогти проєкту, виправивши або дописавши її. |